# Luc Savard
Luc Savard (* 1966) ist ein kanadischer Ökonom. Er ist Professor an der Université de Sherbrooke.

## Leben
Savard studierte zunächst Umweltgesundheit an der Ryerson University (B.A., 1989). Danach arbeitete er für das Gesundheits- und das Fischereiministerium von New Brunswick. 1994 schloss er einen Master in Wirtschaftswissenschaften an der Universität Laval ab und blieb bis 1999 an der Universität. Daraufhin arbeitete er einige Jahre am International Development Research Centre, bevor er nach Paris ging und an der École d’Économie de Paris 2006 promoviert wurde. Seit 2004 lehrt er in Sherbrooke.